# Paracles palustris
Paracles palustris är en fjärilsart som beskrevs av Jörgensen 1935. Paracles palustris ingår i släktet Paracles och familjen björnspinnare. Inga underarter finns listade i Catalogue of Life.